# الحكم آخر الجلسة (فلم)
الحكم آخر الجلسة  فيلم دراما مصري للمخرج محمد عبد العزيز عام 1985 عن قصة الروائي فتحي أبو الفضل "لعنة الملائكة"، كتب السيناريو والحوار الكاتب والمخرج والناقد السينمائي أحمد صالح. الفيلم من بطولة نور الشريف، بوسي، حمدي غيث، إيمان الطوخي وعبد العزيز مخيون  وتدور الأحداث حول الدكتورة أوصاف التي تكتشف بعد حصولها على دكتوراه عن حتمية وراثة الأمراض العقلية أن زوجها سعيد يوجد في عائلته بعض الأفراد المصابين بمرض عقلي وراثي. تصبح أوصاف بين نارين وعائلة زوجها يطالبونها بالاحتفاظ بحملها بينما ضميرها العلمي يريد التخلص من جنينها.
صدر الفيلم إلى دور العرض المصرية في 26 أغسطس 1985. الموافق لعيد الأضحى 1405 هـ.
منح موقع قاعدة بيانات الأفلام على الإنترنت (IMDB) الفيلم درجة 5.9/ 10.
منح موقع قاعدة بيانات الأفلام العربية "السينما.كوم" الفيلم درجة 6.1/ 10.

## طاقم التمثيل
نور الشريف: في دور سعيد همام (مقدم برامج الأطفال بالتليفزيون)
بوسي: في دور أوصاف رفعت حسن (طبيبة حاصلة على الدكتوراه)
حمدي غيث: في دور الحاج همام (والد سعيد)
إيمان الطوخي: في دور بثينة همام (شقيقة سعيد المحامية) الظهور الأول على شاشة السينما بعد بعض أعمال تلفزيونية.
فكري أباظة: في دور عادل (الفنان التشكيلي خطيب بثينة)
عبد العزيز مخيون: في دور ثروت همام (شقيق سعيد المصاب بمرض عقلي)
علية عبد المنعم: في دور فكرية (زوجة الحاج همام)
بدر نوفل: في دور محامي همام
سيد صادق: في دور شريف (المخرج)
سامي مغاوري: في دور وكيل النيابة
فايق عزب: في دور القاضي
علية علي: في دور زوجة العم
عواطف تكلا: في دور والدة الطفل رأفت
حسان اليماني: في دور وكيل مكتب بثينة
حسن عرعر: في دور المحضر
السيد طليب: في دور العم
سامية سامي: في دور والدة أوصاف
محمد عبد المجيد: في دور رفعت حسن (والد أوصاف)
ثريا إبراهيم: في دور الدكتورة أنجيل
نبوية سعيد: في دور العمة المريضة
نادية شمس الدين: في دور إحسان الشغالة
رشوان مصطفى: في دور طبيب أمراض النساء
رأفت ماهر لبيب: في دور الطفل رأفت
مي نور الشريف: في دور طفلة (الظهور الأول للممثلة الطفلة "مي" ابنة نور الشريف وبوسي وكان عمرها 3 سنوات وقت تصوير "الحكم آخر الجلسة")
بالاشتراك مع: سميرة رشدي – إيزيس فهمي – محمد جلال – نجلاء عبد المنعم – وليد كمال الدين – نيفين كامل – مروان كامل – فيصل كامل – نرمين علي – شريف كامل – رشيد كامل – زيزي زايد – حمدي زايد – نجلاء زايد.
بالاشتراك مع الأطفال: أحمد سمير – محمد نوفل – داليا سرور – نرمين نبيل – أشرف الشنواني – ولاء سمير – شيماء عبد الرحمن.

## أحداث الفيلم
تتزوج الطبيبة أوصاف رفعت (بوسي)، بعد قصة حب طويلة، من مقدم برامج الأطفال بالتليفزيون، سعيد همام (نور الشريف)، ويطالبهم الحاج همام (حمدي غيث) والد سعيد، بسرعة الإنجاب ليري حفيده، الذي سيحمل إسمه، وبالفعل يتم الحمل، ويسعد الجميع، وينتظروا المولود. كانت الطبيبة أوصاف تناقش رسالة الدكتوراة، وموضوعها "أثر الوراثة في إصابة الإنسان بأمراض العقل" وقد حصلت عليها بإمتياز، وعندما ثقل عليها الحمل يوماً، جلست في البيت، لتأتيها حماتها فكرية (علية عبد المنعم) وهي في حالة اضطراب شديد، وتسأل عن إبنها سعيد بلهفة شديدة، ثم توجهت إليه في عمله دون أن تفصح عن سبب إضطرابها، مما جعل أوصاف تبحث في الأمر. تكتشف أوصاف أن لزوجها شقيق أكبر، يدعى ثروت (عبد العزيز مخيون) نزيل مصحة عقلية منذ 20 عاماً، أن له عمة (نبوية سعيد)، مصابة بنفس المرض، وتقيم لدى شقيقها (سيد طليب) في عين شمس. تعلم أوصاف تماماً أن المرض العقلي لا يميت وأيضاً لا يمكن شفائه، لذلك تسأل أستاذها (سمير الملا)، الذي يخبرها بأنه مرض وراثي، واحتمال إصابة جنينها بنفس المرض، إحتمال كبير جداً. تستشير أوصاف بثينه همام (إيمان الطوخي)، المحامية وشقيقة سعيد والمخطوبة للفنان التشكيلي عادل (فكري أباظه)، وتعرف منها أن لعائلة والدها أكثر من خمسة أفراد، ماتوا بنفس المرض الذي أصاب شقيقها ثروت، وبذلك زادت احتمالات إصابة جنين أوصاف، التي استشارت زوجها سعيد، في التخلص من الجنين. لا يقتنع سعيد بمبررات زوجته، ويرفض الإجهاض، لأنه ضد تعاليم الدين، كما أن رغبته الشديدة في الإبوة، وفي تحقيق رغبة والده همام، جعلته يقدم على المجازفة. تتخذ أوصاف قرارها، وتقنع طبيب أمراض النساء (رشوان مصطفي) بالأسباب، وتتخلص من الجنين. يصاب الجميع بصدمة كبيرة، ويصبوا عليها اللعنات، ويضطر الجد همام، الذي حرم من حفيده، لتقديم بلاغ للنيابة ضد أوصاف، التي قتلت حفيده. كانت المفاجأة، هي إقتناع المحامية بثينه، بوجهة نظر أوصاف، وتقوم بمصاحبة أوصاف أمام النيابة، مما يحدث خلافاً حاداً بينها وبين والدها المدعي. يحيل وكيل النيابة (سامي مغاوري) الأمر إلى المحكمة حيث أن الإجهاض جنحة، وأوصاف معترفة بارتكاب الجرم، معللة ذلك بأنها فعلته بنفسها، بتناول عقاقير وحقن نفسها، للتخلص من الجنين، دون الإعتراف على الطبيب الذى ساعدها. تهدأ الأمور وتشعر والدة ثروت، بمعاناة أوصاف، وتؤيد قرارها، كما يتغلب حب سعيد على غضبه من زوجته، ويواصل علاقته الجيدة بها، ولكنها تطلب منه إجراء تعقيم لعدم الإنجاب مرة أخري، إذا أراد لحياتهما أن تستمر. يرفض سعيد التعقيم، وتتأزم علاقتهما مرة أخري، وأمام القاضي (فايق عزب) تثبت المحامية بثينه، إصابة عائلة المدعي همام، بمرض وراثي أصاب شقيقها ثروت، وبعض أفراد العائلة، وتودع المحكمة تقرير المستشفى عن شقيقها، ونسخة من رسالة الدكتوراة الخاصة بأوصاف، عن إحتمالات وراثة ذلك المرض اللعين، ولكي تثبت بثينه للمحكمة جدية الأمر، تقرر التعرض لجراحة استئصال الرحم، حتى لا تنجب هي الأخري، أبناء مصابين بنفس المرض، وتودع بالمحكمة أيضاً تقرير المستشفى الذي أجري الجراحة. تسوء العلاقة بين بثينة وخطيبها عادل ولكن على الجانب الآخر يواجه سعيد والده همام بأنانيته وحب ذاته من أجل الأحفاد، وإستمرار إسم العائلة، دون إعتبار لسعادة أبنائه، ويقرر التعاطف مع زوجته، وعدم طلاقها أو الزواج بأخري، لتحقيق رغبة والده في استمرار شجرة العائلة. يدرك عادل خطأه ويؤيد وجهة نظر خطيبته وحبيبته بثينه، ويعود للوقوف بجوارها أثناء المحاكمة، وفي المحكمة يعلن القاضي أن الحكم آخر الجلسة، وينتظر الجميع البراءة.

## استقبال الفيلم
نشر حسن حداد على موقع "سينماتك" إعادة لمقال كتبه في مجلة هنا البحرين في 30 يناير 1991 جاء فيه: "فكرة جريئة وطرح فكري خطير، لم تقدمه السينما المصرية من قبل، فكرة تناقش العلاقة بين الدين والقانون وموقفهما من الإجهاض"، وتابع الكاتب متحدثاً عن فكرة الفيلم: "ساعد في تجسيدها بعمق الحوار الجيد والذكي خاصة في مشاهد المحكمة.. ويطرح الفيلم مضموناً جاداً وخطيراً لأنه لا يندرج فقط تحت مفهوم الإجهاض من حيث الإباحة، بقد ما يحاكم ويدين العقلية العربية المتمثلة في الوالد الصعيدي الذي ورث معتقدات خاطئة. والفيلم طبعاً ليس دعوة لإباحة الإجهاض بوجه عام، وإنما هو دعوة لتقنين عملية الإجهاض."
أوضحت شرين المنيري على صفحات جريدة الأهرام في 15 مارس 2014 الفكرة الجريئة حيث قالت: "فتحى أبو الفضل الأديب الكبير الراحل، حين خط روايته "لعنة الملائكة" .. كان من أوائل من دقوا نواقيس خطر المرض النفسي الذي يتوارثه الأطفال من ذويهم عند الولادة، وقد أطلق على المرض: "لعنة"، والأطفال هم الملائكة التى تصاب بهذه اللعنة دون ذنب لها"، وتابعت قائلة: "هناك إحصائية خرجت عن "المركز القومى للبحوث" تؤكد ارتفاع نسبة الإصابة بالأمراض النفسية في الريف بعد الثورة وكان من الكوميديا السوداء أن نطالب بطبيب نفسي هناك حيث لا توجد وحدة صحية من الأساس ولا طبيب متواجد ولا أدوات ولا شىء على الإطلاق."

## وصلات خارجية
- مقالات تستعمل روابط فنية بلا صلة مع ويكي بيانات
- الحكم آخر الجلسة على موقع الدهليز

https://en.kinorium.com/2684251/ الحكم آخر الجلسة
https://www.kinofilms.ua/ru/movie/423869/ الحكم آخر الجلسة
https://www.csfd.cz/film/739895-el-hokm-akher-el-galssa/hraji/ الحكم آخر الجلسة
https://www.avclub.com/film/reviews/el-hokm-akher-el-galssa-1985 الحكم آخر الجلسة